# Sulamita
Sulamita  è un nome proprio di persona italiano femminile.

## Varianti
- Femminili: Sulamite, Sulammita, Sulamitide[2]

### Varianti in altre lingue
- Catalano: Sulamita[3]
- Ebraico: שׁוּלַמִּית (Šûlammît, Shulammite, Shulammit, Shulamit, Shulamith)[4][5]
- Inglese: Shulamite[4]
- Latino: Sulamitis[2]
- Spagnolo: Sulamita[3]

## Origine e diffusione

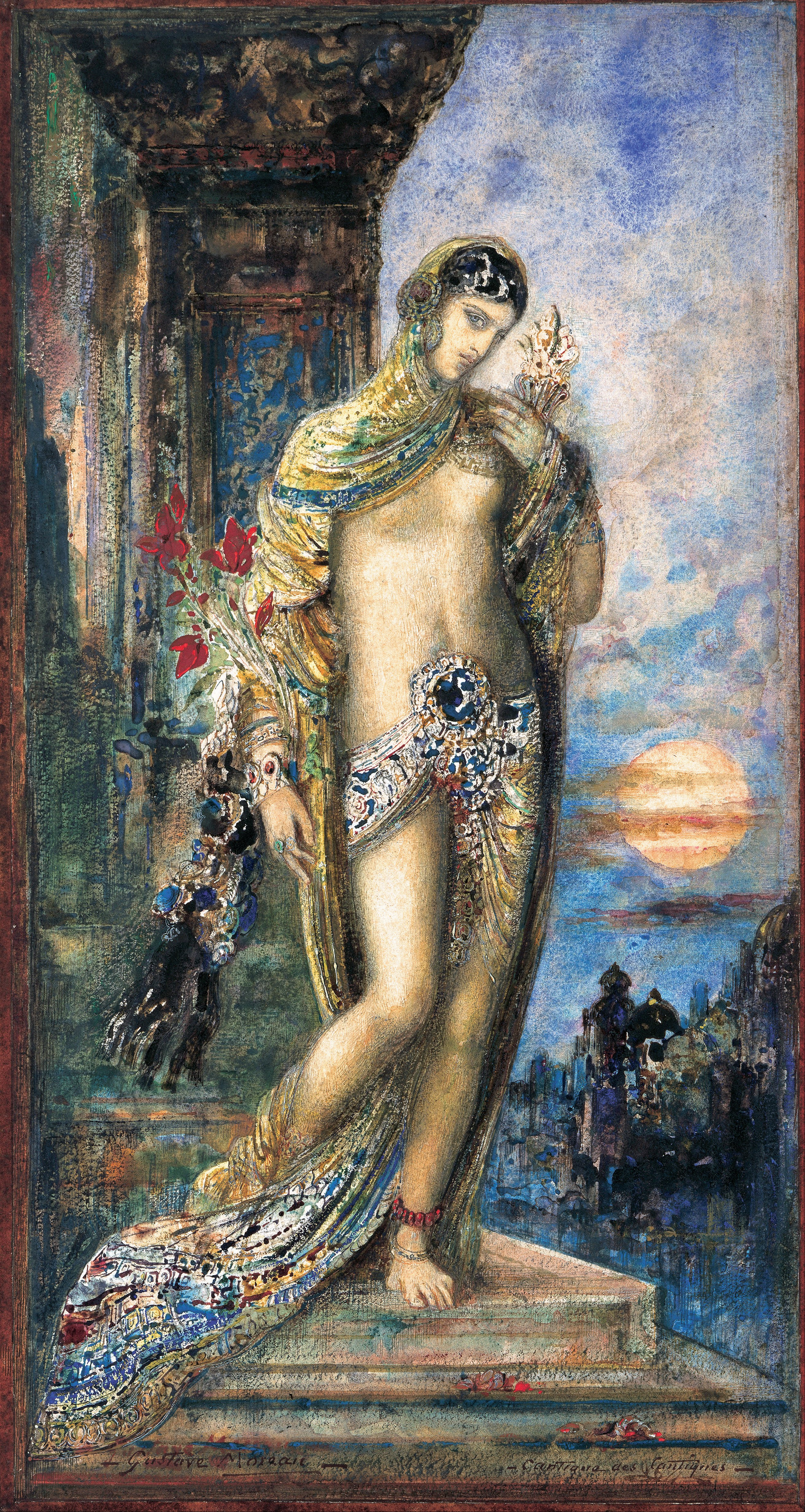
Shulammite in un dipinto di Gustave Moreau

Deriva dall'ebraico שׁוּלַמִּית (Shulammite), di tradizione biblica, essendo il nome (o l'epiteto) della protagonista femminile del Cantico dei Cantici (Cantico 7, 1) dell'Antico Testamento. L'etimologia è dibattuta, e sono state formulate diverse ipotesi:
- Dal termine ebraico שָׁלוֹם (shalom, "pace", da cui anche i nomi Salomone, Salomè e Assalonne)[1][4], con il significato di "pacifica"[2]
- Dal vocabolo ebraico shalam, col significato di "sostituita", "rimpiazzata"[6]
- Dal vocabolo ebraico shalem, col significato di "completa"[3], "perfetta"[2]
- Un etnonimo riferito ai villaggi di Shulam o di Shunem (in questo caso, come variazione di Shunamite), menzionati alcune volte nella Bibbia[5][6]
- Patronimico riferito a Salomone (ossia, "salomonita")[6]
- Dal nome di Shulmanu, una divinità mesopotamica[5]

## Onomastico
È un nome adespota, non essendo portato da alcuna santa; l'onomastico ricade pertanto il 1º novembre, giorno di Ognissanti.

## Persone

### Variante Shulamit
- Shulamit Aloni, politica israeliana
- Shulamit Lapid, scrittrice, drammaturga e traduttrice israeliana
- Shulamit Ran, compositrice israeliana naturalizzata statunitense